# Just Philippot
Just Philippot (Parigi, 18 febbraio 1982) è un regista e sceneggiatore francese.

## Biografia
Nato nel XIV arrondissement di Parigi, è cresciuto con altri tre fratelli, Vital, Tristan e Gildas (gravemente disabile dalla nascita fino alla sua morte nel 2008, a cui Just avrebbe dedicato nel 2016, assieme a Tristan, il cortometraggio Gildas a quelque chose à nous dire). Claude, suo padre, operava nella distribuzione cinematografica, avendo curato ad esempio l'uscita nelle sale francesi di Le Roi et l'Oiseau, influenzando Just nella scelta di una carriera nel mondo del cinema fin da bambino.
Dopo aver conseguito nel 2007 un master in cinema all'Università di Parigi 8, ha realizzato diversi cortometraggi, alcuni dei quali assieme al fratello Vital, facendosi notare per la prima volta con Acide (2018), parte del film a episodi 4 histoires fantastiques, presentato a vari festival internazionali, tra cui il Sundance. Nel 2020 ha diretto il suo primo lungometraggio, l'horror Lo sciame, distribuito al di fuori della Francia su Netflix.

## Filmografia

### Regista
- À minuit, ici tout s'arrête – cortometraggio (2011)
- Ses souffles – cortometraggio (2015)
- Gildas a quelque chose à nous dire – cortometraggio documentario (2016)
- Acide, episodio di 4 histoires fantastiques (2018)
- Lo sciame (La Nuée) (2020)
- Acid (Acide) (2023)

### Sceneggiatore
- À minuit, ici tout s'arrête – cortometraggio (2011)
- Tennis Elbow, regia di Vital Philippot – cortometraggio (2012)
- Ses souffles – cortometraggio (2015)
- Denis et les Zombies, regia di Vital Philippot – cortometraggio (2015)
- Acide, episodio di 4 histoires fantastiques (2018)
- Acid (2023)

## Riconoscimenti
- Premio César
  - 2022 – Candidatura alla migliore opera prima per Lo sciame
- Premio Lumière
  - 2022 – Candidatura alla migliore opera prima per Lo sciame
- Sedicicorto International Film Festival
  - 2015 – Miglior cortometraggio per Ses souffles
- Sitges - Festival internazionale del cinema fantastico della Catalogna
  - 2020 – Premio speciale della giuria per Lo sciame
- Sundance Film Festival
  - 2019 – In concorso per il Gran premio della giuria (cortometraggio) per Acide